# アデレード市長
アデレード市長は、オーストラリア連邦南オーストラリア州アデレードの首長である。正式名称は、1840年から1919年まではMayor of Adelaide、1919年以降はThe Right Honourable Lord Mayor of Adelaideである。

## 一覧

### 1840年から1919年
| 氏名                                           | 任期            |
| ---------------------------------------------- | --------------- |
| ジェームズ・ハートル・フィッシャー             | 1840年 - 1842年 |
| トーマス・ウィルソン                           | 1842年 - 1843年 |
| City managed as Government Department          | 1843年 - 1849年 |
| City managed by Commissioners                  | 1849年 - 1852年 |
| ジェームズ・ハートル・フィッシャー             | 1852年 - 1854年 |
| ジョーゼフ・ホール                             | 1854年 - 1855年 |
| ジョン・ラザー                                 | 1855年 - 1858年 |
| ウィリアム・ サベン                            | 1858年 - 1859年 |
| エドマンド・ウィリアム・ライト                 | 1859年          |
| エドワード・グランドフィールド                 | 1859年 - 1862年 |
| トーマス・イングリッシュ                       | 1862年 - 1863年 |
| サミュエル・グッド                             | 1863年 - 1864年 |
| ウィリアム・タウンゼンド                       | 1864年 - 1866年 |
| ヘンリー・ロバート・フラー                     | 1866年 - 1869年 |
| ジュダ・モス・ソロモン                         | 1869年 - 1871   |
| アドルフ・ハインリヒ・フリードリヒ・バーテルズ | 1871年 - 1873年 |
| ウィリアム・ディクソン・アロット               | 1873年 - 1874年 |
| ジョン・コルトン                               | 1874年 - 1875年 |
| カレブ・ピーコック                             | 1875年 - 1877年 |
| ヘンリー・スコット                             | 1877年 - 1878年 |
| ウィリアム・クリスティ・ブイク                 | 1878年 - 1879年 |
| エドウィン・トーマス・スミス                   | 1879年 - 1882年 |
| ヘンリー・ロバート・フラー                     | 1882年 - 1883年 |
| ウィリアム・バンディ                           | 1883年 - 1886年 |
| エドウィン・トーマス・スミス                   | 1886年 - 1888年 |
| ジェームズ・ショー                             | 1888年 - 1889年 |
| ルイス・コーエン                               | 1889年 - 1890年 |
| フレデリック・ウィリアム・ブロック             | 1891年 - 1892年 |
| チャールズ・ウィルコックス                     | 1892年 - 1894年 |
| チャールズ・タッカー                           | 1894年 - 1898年 |
| アーサー・ウェリントン・ウェア                 | 1898年 - 1901年 |
| ルイス・コーエン                               | 1901年 - 1904年 |
| セオドア・ブルース                             | 1904年 - 1907年 |
| フランク・ジョンソン                           | 1907年 - 1909年 |
| ルイス・コーエン                               | 1909年 - 1911年 |
| ジョン・ラヴィントン・ボニゾン                 | 1911年 - 1913年 |
| アルフレッド・アレン・シンプソン               | 1913年 - 1915   |
| アイザック・アイザックス                       | 1915年 - 1917年 |
| チャールズ・リッチモンド・グローヴァー         | 1917年 - 1919年 |

### 1919年以降
| 氏名                                           | 任期            |  |
| ---------------------------------------------- | --------------- |  |
| チャールズ・リッチモンド・グローヴァー         | 1919年          |  |
| フランク・ボーモント・モウルデン               | 1919年 - 1921年 |  |
| ルイス・コーエン                               | 1921年 - 1923年 |  |
| チャールズ・リッチモンド・グローヴァー         | 1923年 - 1925年 |  |
| ウォレス・ブルース                             | 1925年 - 1927年 |  |
| ジョン・ラヴィントン・ボニゾン                 | 1927年 - 1930年 |  |
| チャールズ・リッチモンド・グローヴァー         | 1930年 - 1933年 |  |
| ジョナサン・ロバート・ケイン                   | 1933年 - 1937年 |  |
| アーサー・ジョージ・バレット                   | 1937年 - 1941年 |  |
| アーデン・シーモア・ホーカー                   | 1941年 - 1943年 |  |
| レジナルド・ウォーカー                         | 1943年 - 1946年 |  |
| ジョン・マクレイ                               | 1946年 - 1949年 |  |
| アーサー・アーネスト・ウィリアム・ショート     | 1949年 - 1950年 |  |
| ジョン・マクレイ                               | 1949年 - 1950年 |  |
| アーサー・キャンベル・ライミル                 | 1950年 - 1953年 |  |
| ジョン・スコット・フィリプス                   | 1954年 - 1957年 |  |
| ランスロット・モートン・スピラー・ハーグレイヴ | 1957年 - 1960年 |  |
| チャールズ・ジョン・グローヴァー               | 1960年 - 1963年 |  |
| ジェームズ・キャンベル・アーウィン             | 1933年 - 1966年 |  |
| ウォルター・ルイス・ブリッジランド             | 1966年 - 1968年 |  |
| ロバート・イヴリン・ポーター                   | 1968年 - 1971年 |  |
| ウィリアム・ヒューバート・ヘイズ               | 1971年 - 1973年 |  |
| ロバート・ウィンダム・クランペット             | 1973年 - 1975年 |  |
| ジョン・ジャスティン・ロシュ                   | 1975年 - 1977年 |  |
| ジョージ・ジョーゼフ                           | 1977年 - 1979年 |  |
| ジェームズ・ヴィンセント・シートン・ボウエン   | 1979年 - 1981年 |  |
| アーサー・ジョン・ワトソン                     | 1981年 - 1983年 |  |
| ウェンディ・チャップマン                       | 1983年 - 1985年 |  |
| ジェームズ・ビックフォード・ジャーヴィス       | 1985年 - 1987年 |  |
| スティーヴ・ジョージ・コンドス                 | 1987年 - 1993年 |  |
| ヘンリー・ジャック・ニニオ                     | 1993年 - 1997年 |  |
| ジェーン・ローマックス＝スミス                 | 1997年 - 2000年 |  |
| アルフレッド・ホアン                           | 2000年 - 2003年 |  |
| マイケル・ハービソン                           | 2003年 - 2010年 |  |
| スティーヴン・ヤーウッド                       | 2010年 - 2014年 |  |
| マーティン・ヘース                             | 2014年 - 2018年 |  |
| Sandy Verschoor                                | 2018–2022       |  |
| Jane Lomax-Smith                               | 2022–present    |  |